# Toy (banda)
Toy é uma banda inglesa de rock psicodélico e indie rock formada em 2010 da cidade de Brighton.

## História
A banda foi formada em 2010, na cidade de Brighton, por colegas de escola e antigos membros da banda Joe Lean & The Jing Jang Jong, sendo eles o vocalista/guitarrista Tom Dougall, o guitarrista Dominic O'Dair e o baixista Maxim "Panda" Barron, juntamente com o baterista Charlie Salvidge e a tecladista espanhola Alejandra Diez. No segundo semestre de 2015, após a saída de Alejandra imputada por motivos pessoais, Max Oscarnold juntou-se a banda.
Após a idealização do projeto, a banda mudou-se para Londres e seis meses depois assinou contrato com a Heavenly Records. A primeira apresentação ao vivo da banda foi em Londres, no Lexington, abrindo para os The Heartbreaks em dezembro de 2010. A banda tocou em festivais em 2011, incluindo o Field Day, e abriu os shows do The Horrors em sua turnê de outono no Reino Unido. Com efeito, The Horrors desempenhou um grande papel durante os primeiros anos da banda, apoiando e ajudando-os, como Alejandra afirmou.
A estreia da banda foi com o single "Left Myself Behind", que foi lançado em 2011 pela Heavenly Records.
A banda foi escolhida como uma das "100 Novas Bandas que você precisa ouvir" pelo NME em janeiro de 2012, comRhys Webb do Horrors descrevendo-os como a banda mais emocionante para ouvir no ano passado e a minha banda favorita para 2012.
O álbum de estreia da banda,TOY, foi lançado em 10 de setembro de 2012, e foi aclamado pela crítica. Alcançou majoritariamente avaliações positivas, elogiado, por exemplo, pelo The Guardian graças aos seus "efeitos carregados que fazem com que quem escute tenha a agradavel impressão de estar em um túnel de vento auricular". O álbum foi gravado e mixado em duas semanas.
Em maio de 2013, eles se uniram com a banda de rock indie The Vaccines em sua turnê pelo Reino Unido, a qual contou com um importante show com a presença de 20.000 espectadores naO2 Arena em Londres.
No dia 14 de outubro de 2013,  a banda anunciou o lançamento de seu segundo álbum, Join the Dots. O mesmo foi lançado em 9 de dezembro na Europa e no Reino Unido, e no dia 17 do mesmo mês nos EUA. A turnê de divulgação do disco ocorreu durante 2014, excursionando pela Europa em uma viagem de nove semanas, incluindo cidades poucos exploradas nos roteiros habituais de turnês como Ljubljana e Bratislava. No final de abril eles fizeram seu maior show no Reino Unido até agora, o Shepherds Bush Empire. Tocaram ainda em uma série de festivais de verão europeus, até que diminuiram o ritmo de suas apariações para focar em trabalhos como o desenvolvimento do terceiro álbum e a colaboração com Natasha Khan, ou melhor, Bat for Lashes, para o seu projeto paralelo nomeado Sexwitch.
Em agosto de 2016 a banda anunciou seu terceiro álbum, Clear Shot, disponibilizando posteriormente a música "Fast Silver" em serviços de streaming. No mês seguinte, "I'm Still Believing" foi lançada como single juntamente com um videoclipe dirigido por Bunny Kinney em setembro. O terceiro álbum da banda, foi lançado oficialmente em 28 de outubro de 2016, sendo produzido por David Wrench. Clear Shot ecebeu avaliações positivas da crítica especializada, e foi entendido como uma evolução da sonoridade da banda, muito mais segura de onde queria chegar. O The Guardian chamou o álbum de "outro esforço fino de uma banda que está gradualmente a construir um catálogo absorvente". A versão LP incluiu o EP "Spellbound".
No fim de 2016 a banda lançou-se em shows de divulgação e na sua turnê europeia, estendida até, em última instância, abril de 2017.

## Influências
O som da banda tem sido descrito como uma combinação de rock psicodélico, krautrock, shoegaze e pós-punk. De acordo com O'Dair, a música eletrônica também é uma das influências da banda, assim como os seus amigos do The Horrors. Na seara de suas influências musicais, TOY declaradamente cita bandas como o The Velvet Underground, The Rolling Stones, The Stooges, Sonic Youth, My Bloody Valentine, Wire, Neu!, Can, Kraftwerk e Faust and Amon Duul.

## Discografia

### Álbuns
- TOY (2012), UK No. 48
- Join the Dots (2013), UK No. 126
- Clear Shot (2016)

### Singles
- "Left Myself Behind b/w Clock Chime" (2011), Heavenly
- "Motoring b/w When I Went Back" (April 2012), Heavenly
- "Dead & Gone b/w Andrew Weatherall remix" (August 2012), Heavenly
- "Lose My Way b/w Bright White Shimmering Sun" (September 2012), Heavenly
- "Make It Mine E.P." (December 2012), Heavenly
- "Heart Skips a Beat" (March 2013), Heavenly
- "Join the Dots" (October 2013), Heavenly
- "I'm Still Believing" (September, 2016), Heavenly
- "Another Dimension" (December, 2016), Heavenly